# ダーマ・イニシアティブ
ダーマ・イニシアティブ（THE DHARMA INITIATIVE）は、テレビドラマ『LOST』に出てくる架空の研究機関。ダーマから名付けられた。

## 概要
1970年ミシガン大学の博士候補生だったジェラルド・デグルート及びカレン・デグルートは気象学、心理学、超心理学、動物学、電磁気学、空想的社会動物学などを研究するために大規模な共同研究施設を構想した。デグルート夫妻は大学を離れるとデンマークの軍需産業の実業家であるアルバー・ハンソの財政支援を受け多目的社会科学研究施設を作ることとなった。
主な実験は島で行われ事務はアナーバーで行われている。ダーマに入るにはすでに入っている人からの勧誘を受ける必要がある。メンバーは潜水艇で外界と行き来し島へ来るときは睡眠薬を飲まされる。
島にきた当初からジェイコブ率いる他の者たち(先住民)と対立していたため休戦協定を作り争いは避けていたが1994年頃ウィドモア率いる他の者たちとベンジャミン・ライナスによって毒ガスでほとんどの人間が死亡する。（生き残ったのはスワンに勤務していた数人）

## バラック
ダーマが建設した生活拠点で、中央にはピクニック場があり、その周りに多数の家々が設置してある。家の中は電気、トイレ、オーブンなどがそろっている。外敵の侵入を防ぐために集落の周りには『音波フェンス』が設置されている。ベンがリチャードたちと毒ガスを撒いたときから、他の者たちがその場所を占めている。ベン旧自宅の隠し扉から繋がる謎の縦穴がある。実は地下に他の者たちが保管していたジャッグヘッドがあった。

## ステーション
ダーマ・イニシアティブが造った個々の役割をもつステーション。登場しているステーションの詳細を下記に挙げる。

### ステーション1:ハイドラ(The hydra)
ハイドラ島にあるステーション。
ダーマはホッキョクグマの実験や、サブリミナル効果を使った暗示などを行っていた。
他の者たちはジャック達を監禁した。監視室があり檻などを監視できる。

### ステーション2:アロー(The Arrow)
主な目的は他の者たちの偵察。重火器が装備されており音波フェンスの調整も可能で要塞となっている。
後部座席組が発見し使用していた。建設の担当はホレス。

### ステーション3:スワン(The Swan)
主な目的は島の異常な電磁波の制御。本来この基地は島の電磁波を研究するための物だったが建設中にエネルギー滞留地に穴を開け大量のエネルギーが放出されたためコンクリートで固め以後少しずつエネルギーを放出するためのダムの役割になってしまった。安全にエネルギーを放出するためには108分ごとにコード（4,8,15,16,23,42）を入力しなくてはいけない。
このボタンを押さないと島のエネルギーが大量に放出されてしまうため非常に危険。実際デズモンドが初めて押し損ねたときは電磁波で飛行機の計器が狂い飛行機が墜落してしまった。ロックがボタンを押さないとどうなるか試した結果爆発した。
「休戦協定」では禁止しているにもかかわらず他の者たちの領土に基地を作ったため建設時も非常に気を遣い完成後も地中に埋められている。
ブーンとロックが発見し他の者たちの襲撃を避けるためブラックロック号のダイナマイトでハッチを破壊した。
チャン博士とラジンスキーが建設を担当していた。
コードを入力しないと島が爆発することを「他の者たち」は知っていたのでダーマのステーションで唯一「他の者たち」に占領されていなかった。

### ステーション4:フレイム(The Flame)
“炎”という名のステーション。大きなパラボラアンテナがあり島の外との通信基地。オーシャニック815便墜落前はほとんど使用されていなかったが墜落後ミハイルが住んでいる。ロックらに発見されロックが爆破する。
1977年ではラジンスキーが担当していてレーダー記録を調べていた。

### ステーション5:パール(The Pearl)
“真珠”という名のステーション。双発プロペラ機のすぐ近くにあり各ステーションの職員を観察していた。ブーンが乗り込んだ際に飛行機が転落しハッチをふさいだためキャンプの近くにあるにもかかわらず発見されなかった。他の者たちは場所を知っていて簡単に出入りしている。1977年にはまだなかった。

### ステーション6:オーキッド(The Orchid)
“蘭”という名の第6ステーション。表面上は植物の研究施設という事になっているが、時空を超える研究をしていた施設で、また島を動かすために造られたもの（だがベン曰く「動かすと何が起こるか分からない」ほど危険な事である）。建てられる前は古井戸でタウエレトの石像が見えていた。地下深くに歯車があり、これを動かすことで島を動かせる。動かした人は未来のチュニジアに飛ばされる。また、島を動かしたことによってソーヤー達が1970年代に飛ばされるきっかけを作った。1977年ではチャン博士が建設をしていた。

### ステーション?:医療基地(The Staff)
クレアが誘拐され胎児の調査をしていた。島での病院の役割を持っている。
ドアにはThe Staffのロゴが描かれている。

### ステーション?:ルッキング・グラス(The Looking Glass)
Season1で見つけたケーブルがつながっている施設。長らくそのケーブルは何かは不明だったがSeason3フィナーレにてこの基地に繋がるケーブルであることがわかる。
ベンが通信を妨害するために極秘に使用していたがチャーリーがその妨害電波を切る。チャーリーが命と引換に浸水は一部にとどまっている。又潜水艦がドッキングできる。

### ステーション?:テンペスト(The Tempest)
Season4で存在が発覚した毒ガス製造工場であり発電所。ファラデーとシャーロットが侵入し毒ガスは無効化された。

### ステーション?:ランプ・ポスト(The Lamp Post)
L.A.郊外の教会の地下にある(唯一島外にある)基地。数十年前に造られた。特殊な電磁エネルギーが滞留して世界の他の滞留地につながっている。島が現れる場所を発見するのが目的でダーマが島を見つけたのもこの基地。中央には大きな世界地図があり揺れている振り子で島の位置を発見する。現在勤めているのはファラデーの母親で以前デズモンドと会っている(軌道)エロイーズ。

### ステーション?:テンプル(The Temple)
もう一つの他の者たちのグループが生活していた場所。
唯一「黒い煙」が侵入出来ない場所である。傷を治せる泉がある。
ダーマが使っている描写は作中には無いが、所々にロゴが描かれている。

## ハンソ財団
ハンソ財団（The Hanso Foundation）は、ダーマ・イニシアティブに対して資金援助をしている謎の組織。何が目的か不明。主に軍事産業の仕事をしている模様。